# 내국민대우
내국민대우(內國民待遇)는 외국인을 자기 국민과 차별하지 않고 동등한 대우를 하는 것이다. 보통 통상항해조약으로 정해진다. 세금·재판·계약·재산권·법인에의 참가와 기타 사업활동에 대해 행해진다. 
이 경우는 선박이나 상품에도 적용한다.

## 같이 보기
- 최혜국 대우